# 金永基
金 永基（キム・ヨンギ、김영기、1985年1月24日- ）は、兵庫県姫路市出身のプロサッカー選手。ポジションはGK。在日朝鮮人3世。
元プロサッカー選手の金聖基は実弟。

## 経歴・人物
国籍はもともと朝鮮だが、桃山学院大学サッカー部の遠征で渡韓した際、渡航上の手続きの不便に遭ったことがきっかけで韓国籍に変更。
神戸朝鮮高級学校時代の同級生に雅原慶がいる。桃山学院大学卒業後の2007年に当時J2の湘南ベルマーレに入団。ルーキーイヤーから正GKとして活躍し、2年目の2008年も全試合に出場した。
しかし、2009年は開幕前に怪我を負ってしまい、アルビレックス新潟から加入した野澤洋輔にポジションを明け渡している。この年はプロ入り3年目にして初めての出場試合数ゼロ。
2010年はナビスコカップ3試合でスタメンとなったが、6月9日のヴィッセル神戸戦で負傷。試合に出場できるGKが不足したことから移籍期間前に都築龍太を緊急補強することになり、7月2日付で選手登録を一旦抹消された。
都築が退団した2011年は清水エスパルスから加入した西部洋平に、西部が川崎フロンターレに、野沢が松本山雅FCにそれぞれ移籍した2012年は前年第2GKだった阿部伸行にそれぞれポジションを奪われてしまった。
2013年より、大分トリニータへ移籍 するも、丹野研太と清水圭介に次ぐ第3GKに留まり出場機会は無かった。7月17日に水谷雄一の負傷でGKを欠いていた、J2のアビスパ福岡への期限付き移籍が発表された。しかし、神山竜一からポジションを奪えず出場機会は訪れなかった。シーズン終了後、大分・福岡両方から退団が発表された。
2014年より、AC長野パルセイロへ移籍したが、2016年シーズンをもって契約満了に伴い退団。現役引退を発表した。
引退後は兵庫県に戻り、転職支援企業に勤務している。

## 所属クラブ
ユース経歴
- 西播朝鮮初中級学校 初級部
- 西播朝鮮初中級学校 中級部
- 2000年 - 2002年 神戸朝鮮高級学校
- 2003年 - 2006年 桃山学院大学

プロ経歴以後
- 2007年 - 2012年  湘南ベルマーレ
- 2013年  大分トリニータ
  - 2013年7月 - 同年12月  アビスパ福岡 (期限付き移籍)
- 2014年 - 2016年  AC長野パルセイロ
- 2018年  FC KOREA
- 2019年 -   9.24西播朝鮮蹴球団

## 個人成績
| 国内大会個人成績 | 国内大会個人成績 | 国内大会個人成績 | 国内大会個人成績 | 国内大会個人成績 | 国内大会個人成績 | 国内大会個人成績 | 国内大会個人成績 | 国内大会個人成績 | 国内大会個人成績 | 国内大会個人成績 | 国内大会個人成績 |
| 年度             | クラブ           | 背番号           | リーグ           | リーグ戦         | リーグ戦         | リーグ杯         | リーグ杯         | オープン杯       | オープン杯       | 期間通算         | 期間通算         |
| 年度             | クラブ           | 背番号           | リーグ           | 出場             | 得点             | 出場             | 得点             | 出場             | 得点             | 出場             | 得点             |
| 日本             | 日本             | 日本             | 日本             | リーグ戦         | リーグ戦         | リーグ杯         | リーグ杯         | 天皇杯           | 天皇杯           | 期間通算         | 期間通算         |
| ---------------- | ---------------- | ---------------- | ---------------- | ---------------- | ---------------- | ---------------- | ---------------- | ---------------- | ---------------- | ---------------- | ---------------- |
| 2007             | 湘南             | 25               | J2               | 48               | 0                | -                | -                | 2                | 0                | 50               | 0                |
| 2008             | 湘南             | 25               | J2               | 42               | 0                | -                | -                | 1                | 0                | 43               | 0                |
| 2009             | 湘南             | 25               | J2               | 0                | 0                | -                | -                | 0                | 0                | 0                | 0                |
| 2010             | 湘南             | 25               | J1               | 0                | 0                | 3                | 0                | -                | -                | 3                | 0                |
| 2011             | 湘南             | 25               | J2               | 0                | 0                | -                | -                | 0                | 0                | 0                | 0                |
| 2012             | 湘南             | 1                | J2               | 4                | 0                | -                | -                | 0                | 0                | 4                | 0                |
| 2013             | 大分             | 25               | J1               | 0                | 0                | 0                | 0                | -                | -                | 0                | 0                |
| 2013             | 福岡             | 29               | J2               | 0                | 0                | -                | -                | 0                | 0                | 0                | 0                |
| 2014             | 長野             | 21               | J3               | 0                | 0                | -                | -                | 0                | 0                | 0                | 0                |
| 2015             | 長野             | 21               | J3               | 1                | 0                | -                | -                | 0                | 0                | 1                | 0                |
| 2016             | 長野             | 21               | J3               | 0                | 0                | -                | -                | 0                | 0                | 0                | 0                |
| 通算             | 日本             | 日本             | J1               | 0                | 0                | 3                | 0                | -                | -                | 3                | 0                |
| 通算             | 日本             | 日本             | J2               | 94               | 0                | -                | -                | 3                | 0                | 97               | 0                |
| 通算             | 日本             | 日本             | J3               | 1                | 0                | -                | -                | 0                | 0                | 1                | 0                |
| 総通算           | 総通算           | 総通算           | 総通算           | 95               | 0                | 3                | 0                | 3                | 0                | 101              | 0                |

- Jリーグ初出場 - 2007年3月3日 J2 第1節 vs ベガルタ仙台 (平塚競技場)